# 岡山県運転免許センター

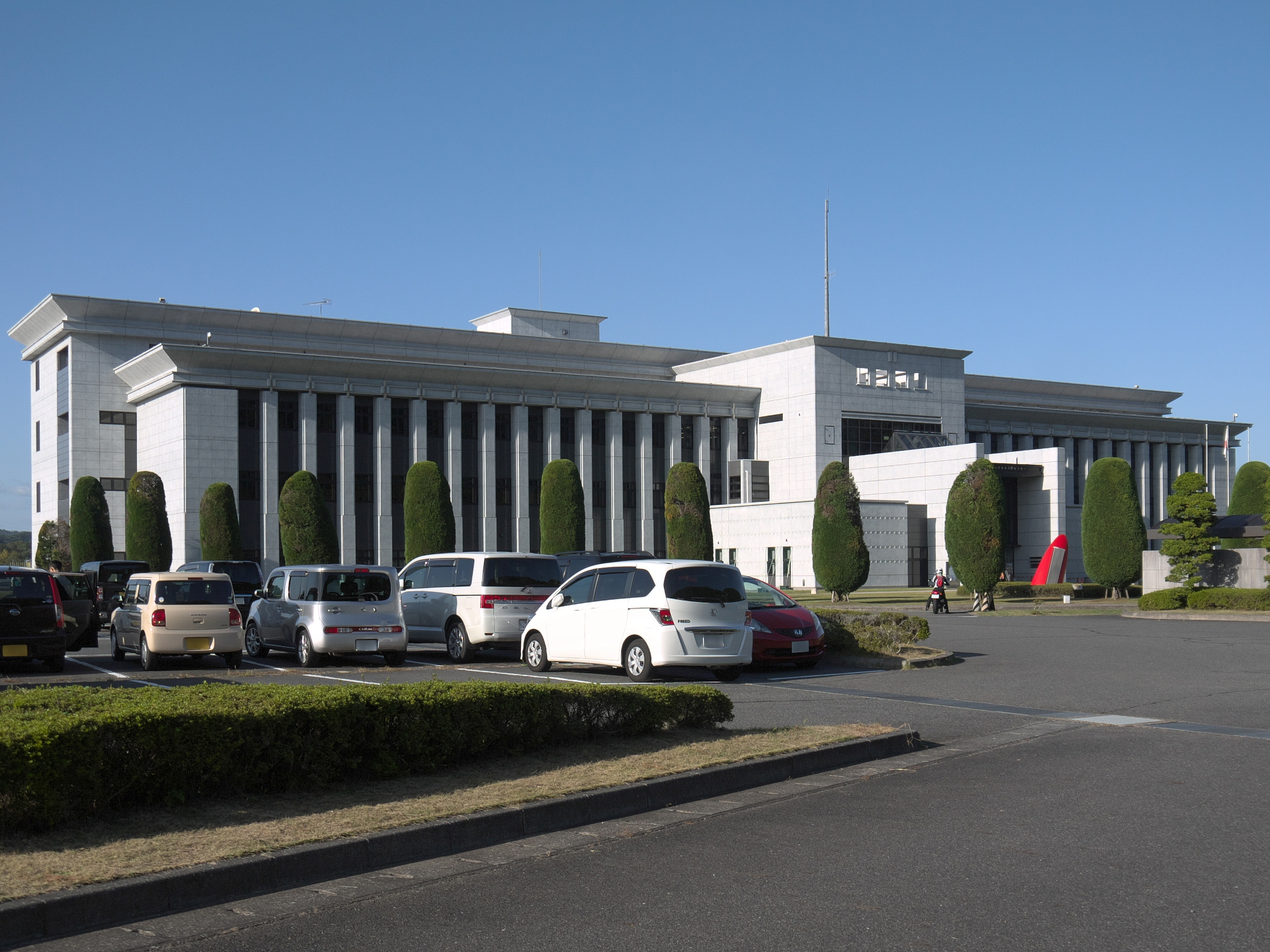
岡山県運転免許センター

岡山県運転免許センター（おかやまけんうんてんめんきょセンター）は、岡山市北区に所在し、岡山県警察が管理する運転免許試験場。所在地の名称にちなんで、「御津」（みつ）と呼ばれることも多い。

## 概要
1964年11月に岡山県運転免許試験場として岡山市南区郡（通称:淡水湖。近くに児島湖があったため）に創設されたが、後に手狭であること、利便性などの問題から、1993年12月に現在地へ移転するとともに、旧運転免許試験場は廃止となった（跡地は現在、住宅地として整備されている）。

## 所在地
- 岡山市北区御津中山444-3

## 交通機関
中鉄バスと岡電バスが共同運行を行っている。時刻表は岡電バスのサイトにPDFで掲載されている。バス停に掲示の時刻表が見られるページでは、バス停に掲示されている時刻表そのものをそのままPDFデータにしたものが閲覧できる。また、Bus-Vision for おかやまというスマホ用アプリでも現在走行位置表示付きで時刻表を閲覧できる。
- 中鉄バス - 天満屋～岡山駅～笹ヶ瀬～吉宗～運転免許センター線
- 岡電バス - 天満屋～岡山駅～スポーツセンター～辛香口～免許センター線

## 参照
1. ↑  「郡」周辺の今昔あれこれ - 両備不動産